# Монреале
Монреа̀ле (на италиански: Monreale; на сицилиански: Murriali, Муриали) е град и община в Южна Италия, провинция Палермо, автономен регион и остров Сицилия. Разположен е на 310 m надморска височина. Населението на общината е 38 572 души (към 2011 г.).
Община Монреале е шеста в Италия по площ с 529 km².